# Capitanata
1231–1860-61
Entités suivantes :
- Province de Foggia

La Capitanata, en français la Capitanate, est le nom d'une ancienne province du royaume de Sicile, puis des Deux-Siciles.

## Histoire
Créée par Frédéric II de Hohenstaufen, la Capitanata correspond à la Daunie de l'Antiquité, et à la province moderne de Foggia. Avec la Terre de Bari et la Terre d'Otrante, elle forme la région des Pouilles.
Son nom dérive du catépanat, office du catépan, un haut fonctionnaire byzantin qui dirigea de 898 à 1071 le thème de Lombardie.
Son chef-lieu fut San Severo du XIVe siècle à 1579, puis Lucera jusqu'en 1816, et enfin Foggia. Elle avait pour bornes au nord le comté de Molise, à l'ouest la Principauté ultérieure et au sud la Terre de Bari.
En 1806, la Capitanate fut divisée en trois districts (sous-préfectures à partir de 1859) : San Severo, Foggia et Bovino. Elles furent supprimées en 1927.
Le nom de Capitanata est aujourd'hui utilisé comme un synonyme de la province de Foggia.